# Farkas Ádám (katona)
Hügyei Farkas Ádám (1657. október 13. – 1694 után) korponai kapitány, naplóíró.

## Élete
Farkas Pál lévai helyettes kapitány, naplóíró és Szombathelyi Anna fia volt. A jezsuitáknál tanult, 1680. április 20-án I. Lipót korponai kapitánnyá tette, ahol hét esztendeig volt; utóda Balassa Ádám lett. Mikor a korponai vár is Thököly Imrének jutott, Farkas Eszterházy Pál nádor szeredi táborába ment. Az 1683-as nemesi felkelési (insurrectio) idején Bars vármegye alkapitánya volt; 1684. február 16-án a nádor lévai alkapitánnyá tette.
Följegyzéseit, melyek az 1663–1684. évekből nagyrészt személyére és családjára vonatkoznak, Szily Kálmán a család levéltárában levő eredeti kéziratból közölte a Történelmi Tárban (1884. 99–101. l.)